# Golf Pèrsic

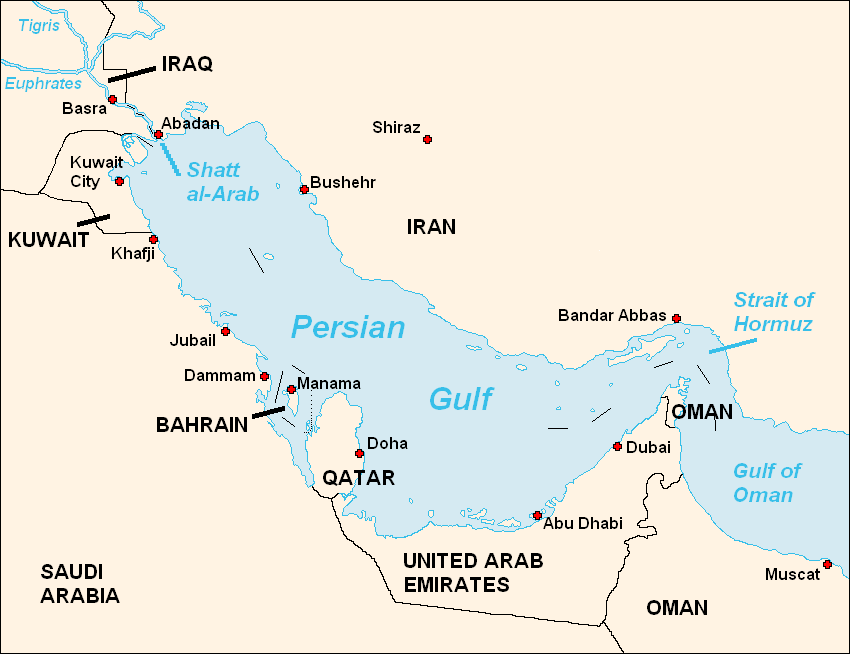
Mapa

El golf Pèrsic (llatí: Persicus Sinus; grec antic: Περσικός κόλπος, Persikos kolpos; persa: خلیج فارس, Khalij-e-Fars; , i, menys usual, الخليج الفارسي, al-Ḫalīj al-Fārisī, ‘golf Pèrsic’, tot i que històricament també بحر فارس, Baḥr Fāris, ‘mar de Pèrsia’, entre altres noms) és un gran golf format per una part del mar de Pèrsia, entre Aràbia i l'Iran. Ocupa una extensió de 233.000 km² i té una llargada de 989 km. L'estret d'Ormuz n'és la part més estreta (fa 56 km d'amplada) i el separa del golf d'Oman. Les aigües hi són poc fondes, amb una profunditat màxima de 102 metres, però mitjana de 40 metres.
La costa nord del golf pertany a l'Iran i la costa sud es divideix entre diversos territoris: la península de Ras Musandam, sota sobirania d'Oman; la part occidental de l'emirat de Ras al-Khaimah, l'emirat d'Umm al-Qaiwain, la part principal de l'emirat de Sharjah, la part principal de l'emirat d'Ajman, l'emirat de Dubai i l'emirat d'Abu Dhabi, coneguts tots aquests com els Emirats Àrabs Units; l'emirat de Qatar, el regne de Bahrain, la costa d'Al-Hasa (Aràbia Saudita), l'emirat de Kuwait i una petita zona de sobirania de l'Iraq, on hi ha les illes de Warba i Bubiyan, que avui pertanyen a Kuwait però que els règims iraquians varen reclamar fins a l'ocupació americana. Al mig del golf hi ha diverses illes, de les quals la més important és la iraniana de Qeshm. Algunes illes tenen la sobirania en disputa com les illes Tonb, que reclamen Ras al-Khaimah i l'Iran (que les té ocupades), o Abu Musa (ocupada per l'Iran però que pertanyia abans a Sharjah). Altres illes són Banu Yas i Sirri.
A l'extrem occidental hi ha el delta del Shatt al-fars, que du les aigües de l'Eufrates i el Tigris.
La plataforma petroliera més important del món, Al-Safaniya, és en aquest golf que té grans dipòsits de petroli i gas.
El golf Pèrsic compta amb nombrosos caladors, extensos esculls (principalment rocosos, però també coral·lins) i abundants ostres perles, però la seva ecologia ha estat danyada per la industrialització i els vessaments de petroli.
El golf Pèrsic es troba a la conca del golf Pèrsic, que és d'origen cenozoic i relacionat amb la subducció de la placa aràbiga sota les muntanyes de Zagros. L'actual inundació de la conca va començar fa 15.000 anys a causa de la pujada del nivell del mar de la retirada glacial de l'Holocè.

## Geografia
L'Organització Hidrogràfica Internacional defineix el límit sud del golf Pèrsic com «el límit nord-oest del golf d'Oman». Aquest límit es defineix com «una línia que uneix Ràs Limah (25°57'N) a la costa d'Aràbia i Ràs al Kuh (25°48'N) a la costa de l'Iran (Pèrsia)»".
Aquest mar interior d'uns 251000 km² està connectat amb el golf d'Oman a l'est per l'estret d'Ormuz; i el seu extrem occidental està marcat pel delta fluvial principal del Xatt al-Arab, que porta les aigües de l'Eufrates i el Tigris. A l'Iran, això s'anomena Arvand Rood, on Rood significa ‘riu’. La seva longitud és de 989 km, amb l'Iran cobrint la major part de la costa nord i l'Aràbia Saudita la major part de la costa sud. El golf Pèrsic té uns 56km d'ample en el seu punt més estret, a l'estret d'Ormuz. En general, les aigües són molt poc profundes, amb una profunditat màxima de 90 m i una profunditat mitjana de 50 m.

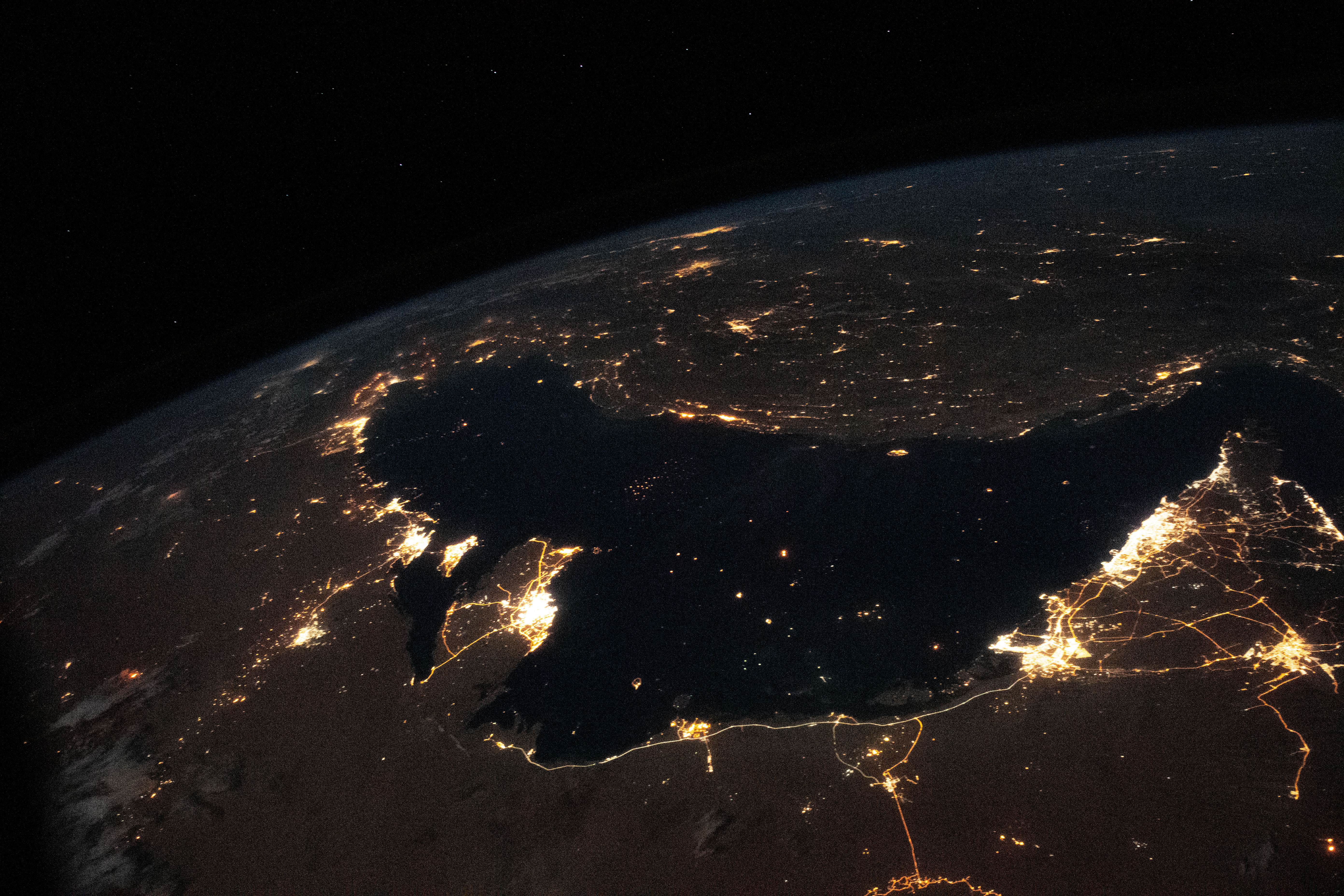
Golf Pèrsic de nit des de l'ISS, 2020.

Els països amb una línia de costa al golf Pèrsic són (en el sentit de les agulles del rellotge, des del nord): Iran; l'exclavament de Musandam d'Oman; els Emirats Àrabs Units; Aràbia Saudita; Qatar, en una península davant la costa saudita; Bahrain, una nació insular; Kuwait; i l'Iraq al nord-oest. Diverses illes petites també es troben dins del golf Pèrsic, algunes de les quals són objecte de disputes territorials entre els estats de la regió.
Zones econòmiques exclusives al golf Pèrsic:
| Número | País                | Àrea (km 2) |
| ------ | ------------------- | ----------- |
| 1      | Iran                | 97.860      |
| 2      | Emirats Àrabs Units | 52.455      |
| 3      | Aràbia Saudita      | 33.792      |
| 4      | Qatar               | 31.819      |
| 5      | Kuwait              | 11.786      |
| 6      | Bahrain             | 8.826       |
| 7      | Oman                | 3.678       |
| 8      | Iraq                | 540         |
| Total  | Golf Pèrsic         | 240.756     |

### Litorals
Països per longitud de costa:
| Número | País                | Llargada |
| ------ | ------------------- | -------- |
| 1      | Iran                | 1.536    |
| 2      | Aràbia Saudita      | 1.300    |
| 3      | Emirats Àrabs Units | 900      |
| 4      | Qatar               | 563      |
| 5      | Kuwait              | 499      |
| 6      | Bahrain             | 161      |
| 7      | Oman                | 100      |
| 8      | Iraq                | 58       |
| Total  | Golf Pèrsic         | 5.117    |

### Illes
El golf Pèrsic acull moltes illes com Bahrain, un estat àrab. Geogràficament, l'illa més gran del golf Pèrsic és l'illa de Qeshm, pertanyent a l'Iran i situada a l'estret d'Ormuz. Altres illes significatives del golf Pèrsic són Tunb, i Kays administrades per l'Iran, Bubiyan administrada per Kuwait, Tarout administrada per l'Aràbia Saudita i Dalma administrada pels Emirats Àrabs Units. En els últims anys, també s'han afegit illes artificials per a atraccions turístiques, com El Món a Dubai i The Pearl-Qatar a Doha. Les illes del golf Pèrsic sovint també són importants històricament, ja que han estat utilitzades en el passat per potències colonials com els portuguesos i els britànics en el seu comerç o com a adquisicions per als seus Imperis.

## Oceanografia
El golf Pèrsic està connectat amb l'oceà Índic a través de l'estret d'Ormuz. Escrivint el pressupost del balanç hídric per al golf Pèrsic, les entrades són els abocaments fluvials de l'Iran i l'Iraq (estimats en 2000 m3 per segon), així com la precipitació sobre el mar que ronda els 180 mm/any a l’illa de Qeshm.
L'evaporació del mar és elevada, de manera que després de considerar el cabal fluvial i les aportacions de pluja, encara hi ha un dèficit de 416 km3 per any. Aquesta diferència és subministrada pels corrents de l'estret d'Ormuz. L'aigua del golf Pèrsic té una salinitat més alta i, per tant, surt del fons de l'estret, mentre que l'aigua de l'oceà amb menys salinitat flueix per la part superior. Un altre estudi va revelar les xifres següents per als intercanvis d'aigua al golf Pèrsic: evaporació = – 1,84 m/any, precipitació = 0,08 m/any, entrada de l'estret = 33,66 m/any, sortida de l'estret = - 32,11 m/any, i el saldo és 0 m (0 ft)/any. Dades de diferents models computacionals de mecànica de fluids en 3D, normalment amb una resolució espacial de 3 km i la profunditat de cada element és igual a 1–10 m s'utilitzen principalment en models informàtics.

## Fauna
La vida salvatge del golf Pèrsic és diversa, i totalment única a causa de la distribució geogràfica del golf Pèrsic i el seu aïllament de les aigües internacionals només trencades per l'estret d'Ormuz. El golf Pèrsic ha acollit algunes de les més magnífiques fauna i flora marina, algunes de les quals estan a prop de l'extirpació o amb un greu risc ambiental. Des de coralls fins a dugongs, el golf Pèrsic és un bressol divers per a moltes espècies que depenen les unes de les altres per sobreviure. Tanmateix, el golf Pèrsic no és tan divers biològicament com el Mar Roig.
Els corals són ecosistemes vitals que donen suport a multitud d'espècies marines, i la salut dels quals reflecteix directament la salut del golf Pèrsic. Els darrers anys s'ha vist una disminució dràstica de la població de corall al golf Pèrsic, en part a causa de l'escalfament global, però sobretot a l'abocament irresponsable d'estats àrabs com els Emirats Àrabs Units i Bahrain. Les escombraries de la construcció, com ara pneumàtics, ciment i subproductes químics, han trobat el seu camí cap al golf Pèrsic en els últims anys. A part dels danys directes al corall, els residus de la construcció creen "paranys" per a la vida marina en les quals queden atrapats i moren. El resultat ha estat una disminució de la població del corall i, com a resultat, una disminució del nombre d'espècies que depenen dels corals per a la seva supervivència. La major part de la contaminació prové dels vaixells; La contaminació generada per la terra compta com la segona font de contaminació més comuna.

## Flora
Els manglars del golf Pèrsic requereixen flux de marea i una combinació d'aigua dolça i salada per créixer, i actuen com a vivers per a molts crancs, peixos petits i insectes; aquests peixos i insectes són la font d'aliment de moltes aus marines que se n'alimenten. Els manglars són un grup divers d'arbusts i arbres pertanyents al gènere Avicennia o Rhizophora que floreixen als fons d'aigua salada del golf Pèrsic, i són els hàbitats més importants per als petits crustacis que hi habiten. Són un indicador tan crucial de la salut biològica a la superfície de l'aigua, com ho són els corals per a la salut biològica del golf Pèrsic en aigües més profundes. La capacitat dels manglars de sobreviure a l'aigua salada a través de mecanismes moleculars complexos, el seu cicle reproductiu únic i la seva capacitat de créixer a les aigües més privades d'oxigen els han permès un creixement extens en zones hostils del golf Pèrsic. Tanmateix, amb l'arribada del desenvolupament d'illes artificials, la major part del seu hàbitat és destruït o ocupat per estructures fetes per l'home. Això ha tingut un impacte negatiu en els crustacis que depenen del manglar i, al seu torn, en les espècies que s'alimenten d'ells.

## Nom

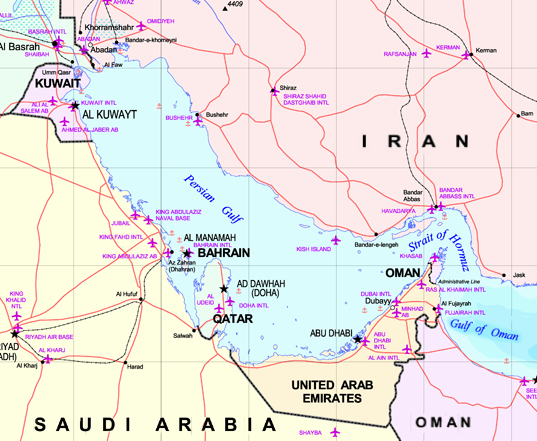
Mapa del Golf Pèrsic. El golf d'Oman condueix al mar d'Aràbia. Detall del mapa més gran de l'Orient Mitjà.

L'any 550 aC, l'Imperi Aquemènida va establir el primer Imperi antic a Pèrsis (Pars, o Fars moderns), a la regió sud-oest de l'Altiplà Iranià. En conseqüència, a les fonts gregues, la massa d'aigua que limitava amb aquesta província va passar a ser anomenada "golf Pèrsic". Al llibre de Nearc conegut com The Indikê (300 aC), la paraula "Persikon kaitas" s'esmenta diverses vegades que significa "golf Pèrsic".
Durant els anys 550 al 330 aC, coincidint amb la sobirania de l'Imperi Persa aquemènida sobre la zona de l'Orient Mitjà, especialment tota la part del golf Pèrsic i algunes parts de la península Aràbiga, el nom de "Mar de Pars" es troba àmpliament a els textos escrits recopilats.
En el relat de viatges de Pitàgores, diversos capítols estan relacionats amb la descripció dels seus viatges acompanyats pel rei achemenida Darios el Gran, a Susa i Persèpolis, i es descriu la zona. Entre els escrits d'altres de la mateixa època, hi ha la inscripció i gravat de Darios el Gran, instal·lat a la confluència de les aigües de la Mar Roja i el riu Nil i el riu Roma (actual mediterrani) que pertany al segle V aC on Darios el Gran ha anomenat el canal d'aigua del golf Pèrsic: "Mar de Pars" ("Mar Pèrsic"). El rei Darios diu:
| «                                     | Vaig ordenar excavar aquest canal (Suez) des del riu que es diu Nil i que flueix a Egipte, fins al mar que comença a Pars. Per tant, quan aquest canal havia estat excavat com jo havia ordenat, els vaixells van anar des d'Egipte a través d'aquest canal fins a Pars, com jo havia previst. | » |
| — Darios el Gran inscripcions de Suez | |   |

Tenint en compte els antecedents històrics del nom de Golf Pèrsic, Arnold Wilson esmenta en un llibre publicat el 1928 que "cap canal d'aigua ha estat tan significatiu com el Golf Pèrsic per als geòlegs, arqueòlegs, geògrafs, comerciants, polítics, excursionistes i estudiosos, ja sigui en passat o en present. Aquest canal d'aigua que separa l'altiplà de l'Iran de la placa d'Aràbia, ha gaudit d'una identitat iraniana des de fa almenys 2200 anys." Abans de rebre el seu nom actual, el golf Pèrsic va rebre molts noms diferents. Els escriptors grecs clàssics, com Heròdot, l'anomenaven "la mar Roja". En els textos babilònics, era conegut com "el mar sobre Accad ". Els assiris l' anomenaven el "mar amarg".

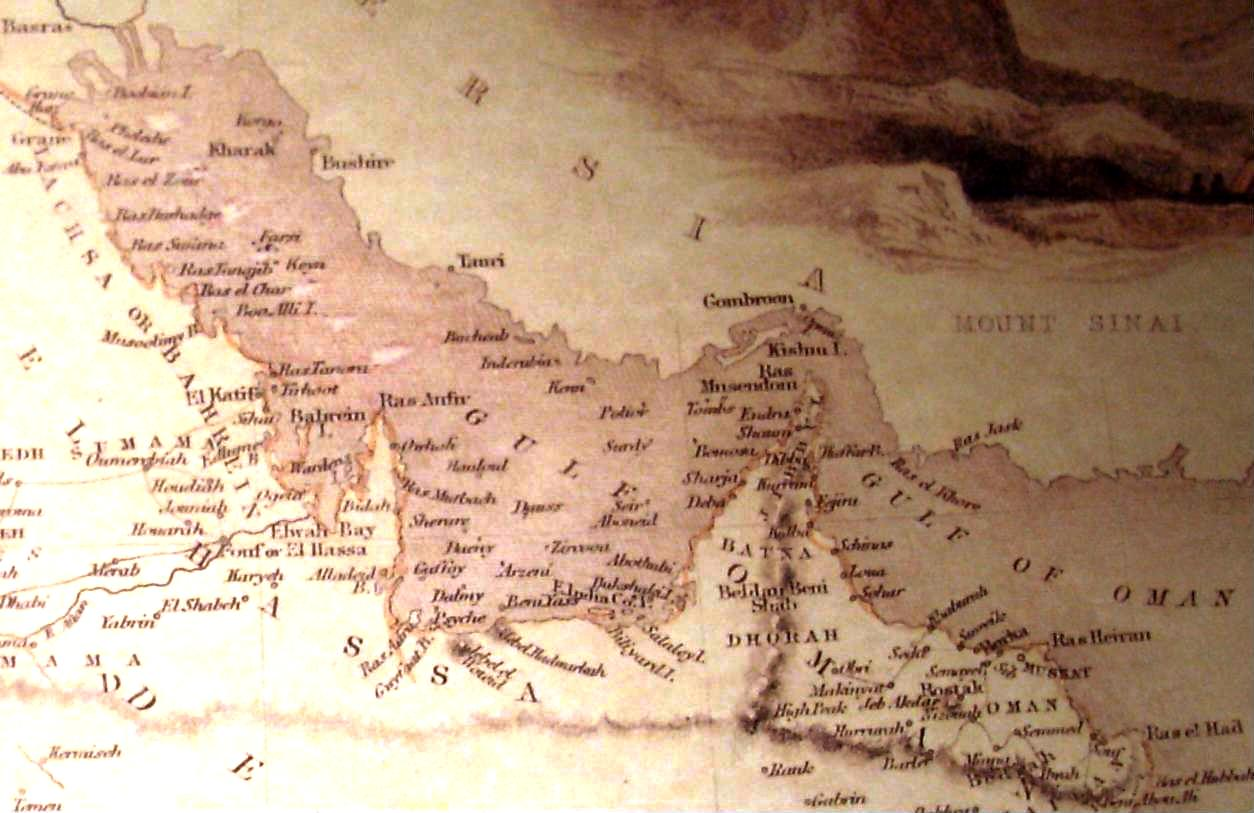
Un mapa històric del golf Pèrsic en un museu de Dubai amb la paraula persa eliminada

### Disputa de denominació
La massa d'aigua és coneguda històricament i internacionalment com el Golf Pèrsic. Els governs àrabs s'hi refereixen com el Golf Aràbig o El Golf, i altres països i organitzacions han començat a utilitzar el Golf Aràbig. El nom de Golf de l'Iran (golf Pèrsic) és utilitzat per l'Organització Hidrogràfica Internacional.
La disputa sobre la denominació ha esdevingut especialment freqüent des dels anys 60. La rivalitat entre l'Iran i alguns estats àrabs, juntament amb l'aparició del panarabisme i el nacionalisme àrab, ha vist que el nom de "golf Àrab" esdevé predominant a la majoria de països àrabs. També s'han aplicat o proposat noms més enllà d'aquests dos per a aquesta massa d'aigua.

## Història
Les primeres proves de presència humana a les illes del golf Pèrsic es remunten al Paleolític mitjà i consisteixen en eines de pedra descobertes a l'illa de Qeshm. La civilització de Sumer va desenvolupar al llarg del golf Pèrsic i al sud de Mesopotàmia. La conca poc profunda que ara subjau al golf Pèrsic va ser una extensa regió de vall fluvial i zones humides durant la transició entre el final de l'Últim màxim glacial i l'inici de l'Holocè, que va servir com a refugi ambiental dels primers humans durant les oscil·lacions periòdiques del clima hiperàrid, establint les bases de la llegenda de Dilmun.
La ciutat principal a l'inici del període musulmà era Siraf, prop de Tahiri, però va declinar sota els darrers buwàyhides i el poder va passar als àrabs Banu Kaysar de Kays (Kish) després de la seva submissió als atabegs salghúrides de Fars.
El 1300 bandes txagatai van atacar la ciutat d'Ormuz a la costa, i la capital fou traslladada a l'illa de Djirun. El 1329 el sobirà d'Ormuz (Hormuz), vassall de Kirman, va ocupar Kays i va posar fi a la dinastia Banu Kaysar i va exercir l'hegemonia. El 25 de setembre de 1507 va arribar Alfonso de Albuquerque que va trobar entre 150 i 200 vaixells al port i unes 20.000 persones a terra. Ell només tenia 6 vaixells i 400 homes però va exigir tribut al regent d'Ormuz i al cap de tres dies de negociacions va atacar els vaixells del port i va bombardejar la ciutat fins a obtenir un tribut de 15.000 peces d'or a l'any, un regal de 5000 peces i permís per a la construcció d'una fortalesa. Els portuguesos se'n van haver d'anar a causa d'un motí de les seves tropes, però van tornar el 1515 després de l'assassinat del visir local Rais Hamid; llavors van construir una fortalesa, que quatre anys després seria abandonada per la seva ineficàcia a l'hora de controlar l'entrada al mar Roig, passant a ser Aden un millor indret. Els portuguesos van arribar a les illes i a la part continental de Bahrayn el 1514 i al cap d'uns anys se'n van apoderar amb l'ajut d'Ormuz, enderrocant a Mukrin, oncle d'Adjwad ibn Zamil. i van arribar a intervenir en els afers interns de Bàssora. El 1515 hi havia a Suez una flota otomana amb dos mil homes manats per Selman Reis que cooperava amb Husayn Mushrif en una expedició contra els portuguesos quan es va iniciar la guerra entre mamelucs i otomans que va provocar la caiguda del sultanat i la incorporació del Llevant, Egipte i l'Hijaz com a províncies de l'Imperi. La flota mameluca va assetjar Aden en 1516 en poder d'un governador dependent de Zabid, però l'atac va fracassar i Selman Reis va marxar a Djedda per impedir-hi un atac portuguès. Quan els otomans van ocupar Bagdad (1534) van estendre la seva influència a al-Ahsa i especialment la ciutat d'al-Katif. Abbas I el Gran va encoratjar als rivals dels portuguesos, holandesos i britànics, que van crear establiments comercials a la costa persa.
El 1622 va aconseguir l'ajut d'una flota de la Companyia Britànica de les Índies Orientals contra els portuguesos als que es va expulsar d'Ormuz. El xa va fundar llavors Bandar Abbas (coneguda pels europeus com Gombroon) i Ormuz va caure en decadència i va acabar abandonada. Els portuguesos es van establir a Bàssora i al fort de Djulfa (al costat de la moderna Ras al Khaymah) però a la meitat del segle quan van perdre les seves bases d'Oman, van desaparèixer. Llavors l'hegemonia comercial va passar als holandesos i al començament del segle xviii als anglesos.
Aprofitant l'anarquia del regnar d'Husayn Shah, els omanites van conquerir Bahrain i Kishm, però en foren expulsats per Nadir Shah. No obstant la seva intervenció a Oman (1744) va acabar en desastre. El 1766 el darrer establiment holandès, Kharak, fou conquerida pel cap pirata de Bandar Rig i abans del final del segle les dinasties àrabs dels al Khalifa i al Sabbah es van establir a Bahrain i Kuwait, els darrers aprofitant l'ocupació persa de Bàssora (1776-1779). La influència comercial francesa, els únics rivals dels anglesos, fou eliminada el 1810 quan van perdre Maurici.
Les activitats de pirateria marítima es eren habituals al golf Pèrsic des de finals del segle XVIII fins a mitjans del segle xix, especialment a la zona coneguda com la Costa dels Pirates que s'estenia des de l'actual Qatar fins a Oman. Els britànics van combatre els pirates i el tràfic d'esclaus. Els principals caps pirates eren Rahma ibn Djabir de Kuwait i Sultan ibn Sakr dels Kawasim. La flota pirata que va arribar a tenir 63 grans vaixells, va poder atacar fins i tot Bushire, el port que havia substituir a Bandar Abbas com a centre de comerç. El 1809 el govern britànic de l'Índia va enviar una flota que va bombardejar Ras al Khaymah i va destruir castells i naus al llarg de la costa; els caps del territori de l'anomenada Costa dels Pirates i l'emir de Bahrain van signar un tractat de treva renunciant a la pirateria i al comerç d'esclaus; després van seguir acords complementaris (1835) i el 1853 un nou tractat de pau general perpetua.
A les dues guerres entre els Estats Units i l'Iraq (la primera el 1991 per la invasió iraquiana de Kuwait, i la segona el 2003 per deposar Saddam Hussein i controlar el petroli iraquià) se les anomena les Guerres del Golf (guerra Iran-Iraq, guerra del Golf i la invasió de l'Iraq de 2003). A banda i banda del golf hi ha des de 1979 fins ara l'anomenada Guerra Freda Islàmica. Precisament el golf Pèrsic i les seves àrees costaneres són una important font de petroli, i les indústries que s'hi relacionen són les que dominen la regió.